# Charqueada (São Paulo)
Charqueada é um município brasileiro do estado de São Paulo. Sua população estimada em 2010 era de 15 085 habitantes. O município é formado pela sede e pelo distrito de Paraisolândia (que inclui os bairros de Recreio e Santa Luzia).

## História
As primeiras escrituras registradas em Piracicaba citam a região com sendo denominada Uacuri, que em tupi significa haste ou caule de pinheiro. Realmente a região era muito dominada por pinheiros e deve ser daí a referência. Com a chegada de fazendeiros na região, aos poucos as terras foram tendo donos e os fazendeiros começaram a centralizar comércio e passagem de visitantes.   
Também é citado bastante o nome de colônia São Lourenço. Sendo a região rodeada por pinheiros e matas, tinha várias espécies de animais que eram caçados pelos fazendeiros. O ato de utilizar a carne dos animais é chamado de charquear, ou carnear. Daí a origem do nome atual da cidade.
No fim do século XIX os trilhos de ferro da Sorocabana chegaram até a cidade, sendo ponto terminal até São Pedro. Os trilhos trouxeram muito desenvolvimento para a região. Foi então construída uma estação, casas comerciais e hospedaria para os trabalhadores dos trilhos. A hospedagem foi passando na mão de outros donos até chegar a Antonio Furlan, fundador da cidade. Ele construiu mais casas e fomentou bastante o crescimento da cidade nessa época. Até então, por volta de 1900, o sr. Antonio Furlan pagava os custos de muitos funcionários da cidade, onde então a Prefeitura de Piracicaba assumiu os gastos.
Daí criou-se distrito policial, escolas, farmácias e a paróquia, que construiu a igreja matriz. Em 1911 foi elevada e denominado Município de Charqueada. Charqueada recebeu status de município pela lei n.º. 2.456 de 30 de dezembro de 1953.

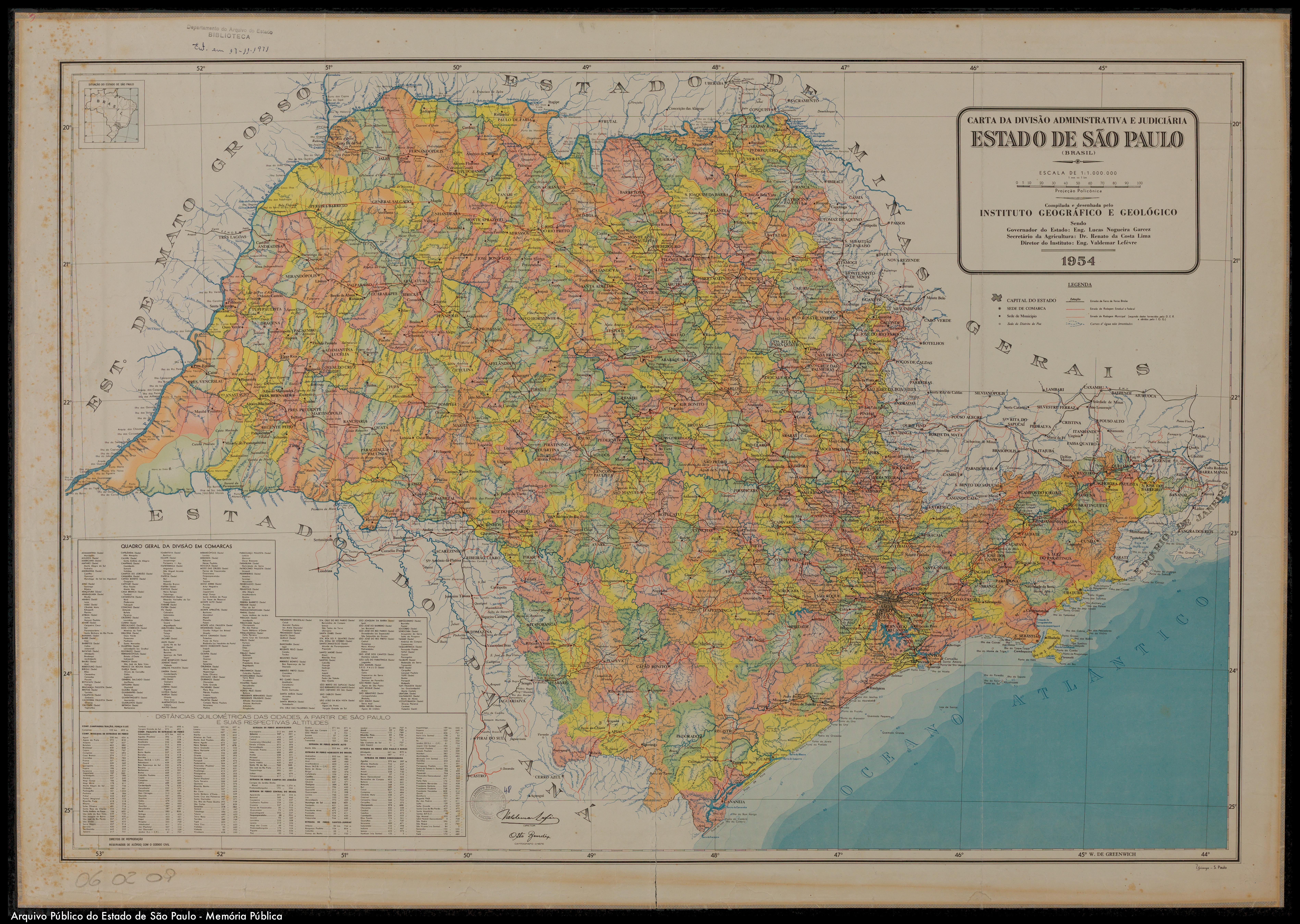
Estado de São Paulo (1953).

## Geografia
Localiza-se a uma latitude 22º30'35" sul e a uma longitude 47º46'41" oeste, estando a uma altitude de 610 metros. Possui uma área de 175,998 km².

### Hidrografia
- Rio Araquá
- Rio Corumbataí
- Ribeirão Água Branca
- Ribeirão Água Parada
- Ribeirão Água Vermelha
- Ribeirão Mineiro (Fregadori)
- Ribeirão Santa Júlia

### Rodovias
- SP-191
- SP-308

## Demografia

### População
| Crescimento populacional                             | Crescimento populacional | Crescimento populacional | Crescimento populacional |
| Ano                                                  | População Total          |                          | %±                       |
| ---------------------------------------------------- | ------------------------ | ------------------------ | ------------------------ |
| 1958                                                 | 6 224                    |                          | —                        |
| 1960                                                 | 6 801                    |                          | 9,3%                     |
| 1970                                                 | 7 924                    |                          | 16,5%                    |
| 1980                                                 | 8 898                    |                          | 12,3%                    |
| 1991                                                 | 10 735                   |                          | 20,6%                    |
| 2000                                                 | 13 037                   |                          | 21,4%                    |
| 2010                                                 | 15 085                   |                          | 15,7%                    |
| 2022                                                 | 15 535                   |                          | 3,0%                     |
| Est. 2024                                            | 15 798                   | [ 9 ]                    | 1,7%                     |
| Fontes: Censos Demográficos IBGE e Estimativas SEADE |                          |                          |                          |

### Dados demográficos
Dados do Censo - 2000
População total: 13.037
- Urbana: 11.719
- Rural: 1.318
- Homens: 6.561
- Mulheres: 6.476

Densidade demográfica (hab./km²): 74,07
Mortalidade infantil até 1 ano (por mil): 16,72
Expectativa de vida (anos): 70,77
Taxa de fecundidade (filhos por mulher): 2,52
Taxa de alfabetização: 90,58%
Índice de Desenvolvimento Humano (IDH-M): 0,782
- IDH-M Renda: 0,713
- IDH-M Longevidade: 0,763
- IDH-M Educação: 0,869

(Fonte: IPEADATA)

## Política e administração
- Prefeito:  Romeu Antônio Verdi (2017/2020)
- Vice-prefeito: Carlos Roberto Biegas (2017/2020)

## Infraestrutura

### Comunicações
O sistema de telefones automáticos foi inaugurado na cidade em 1974 pela Telecomunicações de São Paulo (TELESP), que também implantou o sistema de discagem direta à distância (DDD) em 1982 com o código de área (0194).
Na década de 90 o código DDD da cidade foi alterado para (019), para padronização do sistema telefônico com a telefonia celular que estava sendo implantada em todo o estado.

## Religião
O Cristianismo se faz presente na cidade da seguinte forma:

### Igreja Católica
- A igreja faz parte da Diocese de Piracicaba.[16]

### Igrejas Evangélicas
Entre as igrejas protestantes históricas, pentecostais e neopentecostais, encontram-se na cidade:
- Assembleia de Deus Ministério do Belém.[18][19]
- Congregação Cristã no Brasil.[20]